# 김양균
김양균(金亮均, 1937년 1월 10일 ~)은 검사장 출신으로 대한민국의 헌법재판관을 역임한 법조인이다.

## 생애
1937년 1월 10일 전라남도 광주시에서 태어나 전남대학교 법학과를 졸업하고 고등고시 사법과에 합격해 검사에 임용되었다. 헌법재판소의 한자어 휘장을 만들었다. 광주 출신으로써 광주에서 평검사부터 부장.차장.검사장.고등검사장에 이르기까지 검찰직급을 두루 거치며 다섯차례 근무한 검사로 재직하다 1982년에 지방대 출신으로 조선대학교 출신의 이용식에 이어 두번째로 검사장 지위에 오른 김양균은 서울고등검찰청장에 재직 중이던 1988년 9월에 신설된 헌법재판소 헌법재판관에 임명되었으며 헌법재판소의 한자어 휘장 디자인을 도안했다.
헌법재판관 임기를 마치고 1994년12월에 광주 지역 최초의 법무법인인 21세기 종합법률사무소를 설립하고 공증 업무와 무료법률상담을 하는 변호사 활동을 하면서 변호사 사무실 근처에 있는 법원이나 검찰에는 출입하지 않았다. 1996년에는 한국범죄방지재단 광주.전남 창립준비위원장을 맡았으며 헌법재판관 재직 당시 영.호남지역 화합과 청소년 선도를 위해서 창립한 한가람회 지역 활동에도 참여했다.